# Ахмедов Хан
Хан Ахмедович Ахмедов (16 червня 1936, село Парау Кизил-Арватського району, тепер Балканський велаят, Туркменістан — 6 грудня 2006, місто Сердар, тепер місто Гизиларбат, Балканський велаят, Туркменістан) — радянський туркменський діяч, голова Ради міністрів Туркменської РСР (1989—1990), 1-й прем'єр-міністр Туркменістану (1990—1991). Народний депутат Туркменської РСР. Член Центральної контрольної комісії КПРС у 1990—1991 роках.

## Життєпис
Народився в селянській родині.
У 1959 році закінчив Ташкентський інститут інженерів залізничного транспорту.
У 1959—1960 роках — черговий по станції Ашхабадської залізниці Туркменської РСР. У 1960—1962 роках — інженер, заступник начальника маневрового диспетчера, маневровий диспетчер станції Ашхабад, у 1962—1968 роках — заступник начальника станції, начальник станції Ашхабад Ашхабадської залізниці Туркменської РСР.
Член КПРС з 1963 по 1991 рік.
У 1968—1980 роках — заступник начальника Ашхабадського відділення, начальник Чарджоуського відділення Середньоазіатської залізниці.
У 1980—1985 роках — завідувач відділу транспорту та зв'язку ЦК КП Туркменії.
У 1985—1988 роках — 1-й секретар Ашхабадського міського комітету КП Туркменії.
У 1988 — 5 грудня 1989 року — 1-й заступник голови Ради міністрів Туркменської РСР.
5 грудня 1989 — листопад 1990 року — голова Ради міністрів Туркменської РСР. У листопаді 1990 — 13 листопада 1991 року — прем'єр-міністр Туркменської РСР.
Член Демократичної партії Туркменістану з 1991 року.
У листопаді — грудні 1991 року — начальник Туркменської залізниці.
У грудні 1991 — липні 1992 року — заступник голови Уряду Туркменістану.
17 липня 1992 — 6 липня 1994 року — Надзвичайний і Повноважний посол Туркменістану в Туреччині.
У вересні 2002 року Ахмедов був відправлений на заслання до міста Сердар, де залишався до своєї смерті від серцевого нападу 6 грудня 2006 року.

## Нагороди та відзнаки
- орден Трудового Червоного Прапора
- орден «Знак Пошани»
- медалі